# Uszty-Tarka
Uszty-Tarka (oroszul: Усть-Тарка) falu Oroszország ázsiai részén, a Novoszibirszki területen; az Uszty-Tarkai járás székhelye.
Népessége: 3819 fő (a 2010. évi népszámláláskor).

## Elhelyezkedése
Novoszibirszktől 509 km-re északnyugatra, a Baraba-alföldön, a Tarka (az Om mellékfolyója) torkolatánál helyezkedik el. A legközelebbi vasútállomás a kb. 50 km-re délre fekvő Tatarszk, a Transzszibériai vasútvonal Omszk–Novoszibirszk közötti szakaszán.
Ukrajnából és a Don-vidékről száműzöttek településeként jött létre Nazarovo néven 1752-ben. 1926-ban kapta mai nevét, 1936-ban lett járási székhely.